# ヴー・ヴァン・マウ
ヴー・ヴァン・マウ（ベトナム語：Vũ Văn Mẫu、1914年-1998年)は、南ベトナムの政治家でベトナム法研究の大家。民族派のホアセン連盟（Liên danh Hoa Sen / 聯名花蓮）所属の上院議員でベトナム共和国の外相・首相を務めた。このほかに、サイゴン上級裁判所の裁判官やサイゴン大学法学部教授も務めた。

## 経歴

### 生い立ち
1914年7月25日にハドン（現在のハノイ市南西部）生まれ。当時の名家の青年に同じく、フランスに留学してパリ法律大学を卒業した。フランスに留まって修士号を取得したのちに帰国し、ハノイで開業した。

### サイゴン大学初代法学部長
1954年に家族と共にサイゴンに移住し、サイゴン大学法学部で教育に従事した。彼は法学部で最初のベトナム人学部長となり、民法・法制史の専門家として知られた。

### 外務大臣就任
1955年の国民投票後、反バオダイ派は新総統ゴ・ディン・ジェムが新政府を設立してマウをベトナム共和国外務大臣に招聘した。彼は1955年から63年までの8年間にわたってこの職を務めた。
外務大臣就任中の1959年5月13日、日本の藤山愛一郎外相らをカウンターパートとして「日本国とヴィエトナム共和国との間の賠償協定」を締結した。

### ゴ・ディン・ジェム体制との軋轢
もともと知識人であり、マウは政局からは距離を置いていた。しかしながら、彼は明空の法名を持つ仏教徒であり、ゴ・ディン・ジェム政権の苛烈な仏教弾圧に反対した。彼は最初剃髪し、次いで1963年8月22日に政府の仏教寺院攻撃行為に反対して辞職した。

### ベトナムへの帰国
1964年から67年の間、彼は大使として国外にあって政局に関与しなかった。グエン・バン・チューが大統領に就任して権力を掌握すると、彼は呼び戻されて帰国し、サイゴン上級裁判所の判事に就任した。1972年、ホアセン連盟から上院議員に立候補して当選した。

### 1日首相
任期中、彼は和平運動と民族和解のために積極的に行動した。そのため、ズオン・バン・ミンが大統領に就任すると、彼は戦争終結工作のために、ベトナム共和国首相に推された。しかしながら、解放勢力の軍事攻勢の前に、まる1日でベトナム共和国は倒れた。彼はこれ以上の流血を避けるためにミン大統領とともに無条件降伏を宣言せざるを得なかった。

### 晩年
ズオン・バン・ミンに同じく、サイゴン政権の高官は様々な制約を課されたが、彼に対してはそれほど厳格ではなかった。情勢が安定するとフランスへの出国が許可され、1998年8月20日にパリで没した。84歳没。
彼はベトナム法の大家で、伝統法と近代法の双方に通じており、英仏語や古典漢語を解した。また教師としても極めて優秀だった。彼の著作は有名な比較法の書であるMajor Legal Systems in the World Todayにも引用されている。

## ベトナム語の著作
- Dân luật khái luận（『民法概論』）, Đại học Luật khoa Sài Gòn xuất bản
- Dân luật lược giảng（『民法略講』）, 2 tập, Đại học Luật khoa Sài Gòn xuất bản
- Pháp luật diễn giảng（『法律講義』）, 2 tập, Đại học Luật khoa Sài Gòn xuất bản
- Cổ luật Việt Nam và Tư pháp sử diễn giảng（『ベトナム古法・司法史講義』）, Đại học Luật khoa Sài Gòn xuất bản, 1973
- Cổ luật Việt Nam thông khảo（『ベトナム古法通考』）, 2 tập, 1974
- Tiểu từ điển luật và kinh tế（『法律経済小事典』：共著）, 1973
- Tự điển Hiến luật và Dân luật（『憲法・民法詞典』：共著）
- Tự điển Pháp-Việt: pháp chính kinh tài xã hội（『仏越詞典：法政経財社会』）, Viện Đại học Vạn hạnh xuất bản, 1970
- Tự điển Pháp-Việt: pháp luật, chính trị và kinh tế（『仏越詞典：法律・政治・経済』）, 1955.

1989年、明空名義で彼は「ベト族開国の行程」についての3冊本を著した：
- Tập 1: Việt - ChămPa（第1集：越―チャンパ）
- Tập 2: Việt - Phù Nam（第2集：越―扶南）
- Tập 3: Việt - Campuchia（第3集：越―カンボジア）

A4判のタイプ本だが、完結なのか未完なのか不明である。